# رجيس بيتبول
رجيس بيتبول (بالبرتغالية: Régis Pitbull‏) (22 سبتمبر 1976 في ساو باولو في البرازيل – )؛ هو لاعب كرة قدم سابق كان يلعب كمهاجم.

## وصلات خارجية
- رجيس بيتبول على موقع اتحاد تركيا (لاعب) (الإنجليزية)
- رجيس بيتبول على موقع رابطة كرة القدم اليابانية للمحترفين (اليابانية)
- رجيس بيتبول على موقع دوري كوريا الجنوبية (الإنجليزية)
- رجيس بيتبول على موقع قاعدة بيانات كرة القدم.إي يو (الإنجليزية)
- رجيس بيتبول على موقع Soccerway.com (الإنجليزية)
- رجيس بيتبول على موقع عالم كرة القدم.نت (الإنجليزية)